# سن روکه (کادیس)
سن روکه (به اسپانیایی: San Roque) یک دهستان در اسپانیا است که در استان کادیس واقع شده‌است. سن روکه ۱۴۶٫۸۸ کیلومتر مربع مساحت و ۲۹٬۲۴۹ نفر جمعیت دارد و ۱۰۸ متر بالاتر از سطح دریا واقع شده‌است.